# ليزلي أندرسن
ليزلي أندرسن (11 ديسمبر 1939 بملبورن في أستراليا - ) (بالإنجليزية: Leslie Andersen)‏ هو لاعب كريكت نيوزلندي.

## وصلات خارجية
- ليزلي أندرسن على موقع إي آس بي آن كريك إنفو (الإنجليزية)